# Andri Ragettli
Andri Ragettli (* 21. August 1998 in Flims, Graubünden) ist ein Schweizer Freestyle-Skier. Er war in der Saison 2015/16 Sieger des Slopestyle-Weltcups und startet in den Disziplinen Slopestyle und Big Air.
Beim Nine Royals Event im italienischen Watles zeigte Ragettli als erster Freeskier den Quadruple Cork 1800.

## Werdegang
Ragettli nimmt seit 2011 an Wettbewerben der AFP World Tour teil. Dabei holte er im Februar 2013 in der Halfpipe bei den Swiss Freeski Open in Davos seinen ersten Sieg. Sein Weltcupdebüt hatte er im August 2013 in Cardrona, welches er auf dem 27. Platz im Slopestyle beendete. In der Saison 2014/15 erreichte er mit dem zweiten Platz in Silvaplana seine erste Podestplatzierung im Weltcup und belegte damit den dritten Rang im Slopestyle-Weltcup. Im Februar 2015 errang er den zweiten Platz bei den Red Bull PlayStreets in Bad Gastein. Zu Beginn der Saison 2015/16 siegte er im Big-Air-Wettbewerb bei den New Zealand Winter Games in Cardrona. Im weiteren Saisonverlauf gewann er jeweils im Slopestyle bei der SFR Freestyle Tour in Val Thorens, beim Weltcup in Silvaplana und beim Total Fight in Grandvalira. Zudem wurde er im Big Air beim U.S. Grand Prix und Weltcup in Boston Zweiter. Bei den Winter-X-Games 2016 in Aspen errang er den sechsten Platz im Slopestyle und bei den X-Games Oslo 2016 den 12. Platz im Big Air. Zum Saisonende belegte er den vierten Platz im Gesamtweltcup und den ersten Rang im Slopestyle-Weltcup.
In der Saison 2016/17 kam Ragettli bei allen sechs Weltcupteilnahmen unter die ersten Zehn. Dabei siegte er in Québec im Slopestyle und errang zudem dort den dritten Platz im Big Air. Er erreichte damit den zweiten Platz im Slopestyle-Weltcup. Bei den Winter-X-Games 2017 wurde er Fünfter im Slopestyle und bei den X-Games Norway 2017 in Hafjell jeweils Sechster im Slopestyle und im Big Air. Bei den Weltmeisterschaften 2017 in Sierra Nevada kam er auf den sechsten Platz im Slopestyle. Am 28. März 2017 gelang ihm beim Nine Royals Event am Watles als erstem Athleten überhaupt ein «Quad Cork 1800»: Dies sind vier Rückwärtssalti mit fünf Drehungen um die eigene Achse.
Zu Beginn der Saison 2017/18 wurde Ragettli Zweiter im Slopestyle beim Weltcup in Cardrona. Es folgten zwei dritte und drei zweite Plätze. Zudem siegte er im Slopestyle in Snowmass und erreichte zum Saisonende den dritten Platz im Gesamtweltcup und den ersten Rang im Slopestyle-Weltcup. Bei den Winter-X-Games 2018 gewann er die Bronzemedaille im Slopestyle und errang bei den Olympischen Winterspielen 2018 in Pyeongchang den siebten Platz im Slopestyle. Zu Beginn der Saison 2018/19 siegte er im Big Air in Cardrona und belegte in Modena den dritten Platz im Big Air. Es folgten dritte Plätze und in Font Romeu und in Québec und in Silvaplana sein fünfter Weltcupsieg. Er gewann damit erstmal den Big-Air-Weltcup und errang den dritten Platz im Slopestyle-Weltcup. In der Saison 2019/20 gewann er mit zwei ersten Plätzen und einen dritten Platz zum dritten Mal den Slopestyle-Weltcup. Bei den Winter-X-Games 2020 gewann er Bronze im Big Air und bei den X-Games Norway 2020 Bronze im Big Air und Gold im Slopestyle. Zum Auftakt in die Weltcup-Saison 2020/21 gewann Ragetti im Stubai seinen achten Weltcup-Sieg. Nach einer langen Verletzungspause konnte Ragettli, bei seinem Comeback in Font-Romeu am 16. Januar 2022 direkt einen Sieg erringen. Nach dem Sieg in der Qualifikation belegte er im Slopestyle an den Olympischen Winterspielen 2022 in Beijing in der Endabrechnung den undankbaren 4. Platz. Dank einem weiteren Weltcupsieg in Bakuriani sowie einem dritten Platz beim Saisonfinal in Silvaplana sicherte er sich aber zum vierten Mal den Weltcup-Gesamtsieg im Slopestyle.

## Erfolge

### Olympische Spiele
- Pyeongchang 2018: 7. Slopestyle
- Peking 2022: 4. Slopestyle

### Weltmeisterschaften
- Sierra Nevada 2017: 6. Slopestyle
- Aspen 2021: 1. Slopestyle, 6. Big Air
- Bakuriani 2023: 3. Slopestyle

### Weltcupsiege
Ragettli errang im Weltcup bisher 32 Podestplätze, davon 12 Siege:
| Datum             | Ort        | Land               | Disziplin  |
| ----------------- | ---------- | ------------------ | ---------- |
| 4. März 2016      | Silvaplana | Schweiz            | Slopestyle |
| 12. Februar 2017  | Québec     | Kanada             | Slopestyle |
| 13. Januar 2018   | Snowmass   | Vereinigte Staaten | Slopestyle |
| 7. September 2018 | Cardrona   | Neuseeland         | Big Air    |
| 30. März 2019     | Silvaplana | Schweiz            | Slopestyle |
| 31. Januar 2020   | Mammoth    | Vereinigte Staaten | Slopestyle |
| 15. Februar 2020  | Calgary    | Kanada             | Slopestyle |
| 21. November 2020 | Stubai     | Österreich         | Slopestyle |
| 16. Januar 2022   | Font-Romeu | Frankreich         | Slopestyle |
| 5. März 2022      | Bakuriani  | Georgien           | Slopestyle |
| 22. Januar 2023   | Laax       | Schweiz            | Slopestyle |
| 24. März 2024     | Silvaplana | Schweiz            | Slopestyle |

### Weltcupwertungen
| Saison  | Gesamt | Gesamt | Park & Pipe | Park & Pipe | Big Air | Big Air | Slopestyle | Slopestyle |
| Saison  | Platz  | Punkte | Platz       | Punkte      | Platz   | Punkte  | Platz      | Punkte     |
| ------- | ------ | ------ | ----------- | ----------- | ------- | ------- | ---------- | ---------- |
| 2013/14 | 74.    | 17     | -           | -           | -       | -       | 14.        | 85         |
| 2014/15 | 58.    | 17     | -           | -           | -       | -       | 03.        | 86         |
| 2015/16 | 04.    | 52,4   | -           | -           | -       | -       | 01.        | 262        |
| 2016/17 | 28.    | 34,4   | -           | -           | 10.     | 155     | 02.        | 172        |
| 2017/18 | 03.    | 60     | -           | -           | 10.     | 60      | 01.        | 420        |
| 2018/19 | 15.    | 44     | -           | -           | 01.     | 220     | 03.        | 205        |
| 2019/20 | 10.    | 53     | -           | -           | 06.     | 134     | 01.        | 265        |
| 2020/21 | -      | -      | 4.          | 145         | 07.     | 100     | 05.        | 45         |
| 2021/22 | -      | -      | 2.          | 310         | -       | -       | 01.        | 310        |
| 2022/23 | -      | -      | 2.          | 365         | 7.      | 65      | 2.         | 300        |
| 2023/24 | -      | -      | 4.          | 380         | 2.      | 196     | 3.         | 255        |

### X-Games
- Winter-X-Games 2016: 6. Slopestyle
- Winter-X-Games 2017: 5. Slopestyle
- X-Games Norway 2017: 6. Big Air, 6. Slopestyle
- Winter-X-Games 2018: 3. Slopestyle
- Winter-X-Games 2020: 3. Big Air, 4. Slopestyle
- X-Games Norway 2020: 1. Slopestyle, 3. Big Air
- Winter-X-Games 2021: 1. Big Air, 5. Slopestyle
- Winter-X-Games 2022: 1. Slopestyle, 7. Big Air
- Winter-X-Games 2023: 4. Slopestyle
- Winter-X-Games 2024: 5. Slopestyle
- Winter-X-Games 2025: 2. Slopestyle